# Jerome Odlum
Jerome Odlum, né le 26 août 1905 à Minneapolis, dans le Minnesota, aux États-Unis, et mort le 2 mars 1954 à Los Angeles, en Californie, est un écrivain et scénariste américain, auteur de roman noir.

## Biographie
Tout d'abord journaliste, il est rédacteur en chef du Minneapolis News de 1934 à 1937.
En 1938, il publie son premier roman, À chaque aube je meurs (Each Dawn I Die) dans lequel il décrit l'univers carcéral : un « classique du roman noir », selon Claude Mesplède. Ce roman est adapté en 1939 dans un film américain, À chaque aube je meurs, réalisé par William Keighley.
En 1941, il crée le personnage de John Steele, un détective privé à Hollywood que l'on retrouve dans trois romans, dont un seul est traduit en français, Où planent les vautours (The Mirabilis Diamond, 1945), dans lequel « fausses identités, meurtres, manipulations et fausses pistes constituent les ingrédients de ce récit classique mais captivant dont le thème rappelle celui du Faucon de Malte ».

## Œuvre

### Romans

#### SérieJohn Steele
- Nine Lives Are Not Enough (1941)
- Night and No Moon (1942)
- The Mirabilis Diamond (1945) Publié en français sous le titre Où planent les vautours, André Martel, coll. « Les Maîtres du policier » (1948)

#### Autres romans
- Each Dawn I Die (1938) Publié en français sous le titre À chaque aube je meurs, André Martel (1947) ; réédition Marabout no 240 (1959) ; réédition Éditions Encre, coll. « Étiquette noire » (1985)  (ISBN 2-86418-252-1)
- A Scream in the Dark (1943)
- The Morgue Is Always Open (1944)
- Dust Be My Destiny

## Filmographie

### Adaptations
- 1939 : À chaque aube je meurs (Each Dawn I Die), film américain réalisé par William Keighley, adaptation du roman éponyme
- 1939 : Jeunesse triomphante (Dust Be My Destiny) de Lewis Seiler, film américain réalisé par Lewis Seiler, adaptation de Dust Be My Destiny
- 1941 : Nine Lives Are Not Enough, film américain réalisé par A. Edward Sutherland, adaptation du roman éponyme
- 1942 : I Was Framed (en), film américain réalisé par D. Ross Lederman, adaptation de Dust Be My Destiny
- 1943 : A Scream in the Dark, film américain réalisé par George Sherman, adaptation de The Morgue Is Always Open

### Scénarios
- 1939 : Terreur à l'ouest (The Oklahoma Kid), film américain réalisé par Lloyd Bacon
- 1943 : Crime Doctor, film américain réalisé par Michael Gordon
- 1944 : Marine Raiders (en), film américain réalisé par Harold D. Schuster
- 1944 : Strange Affair (en), film américain réalisé par Alfred E. Green
- 1946 : In Old Sacramento, film américain réalisé par Joseph Kane
- 1947 : Last Frontier Uprising (en), film américain réalisé par Lesley Selander
- 1949 : L'Indésirable Monsieur Donovan (Cover Up), film américain réalisé par Alfred E. Green
- 1949 : La Révolte des fauves (Song of India), film américain réalisé par Albert S. Rogell
- 1951 : Never Trust a Gambler (Song of India), film américain réalisé par Ralph Murphy
- 1954 : La Tueuse de Las Vegas (Highway Dragnet), film américain réalisé par Nathan Juran
- 1954 : The Fast and the Furious, film américain réalisé par John Ireland

## Sources
: document utilisé comme source pour la rédaction de cet article.
- Claude Mesplède (dir.), Dictionnaire des littératures policières, vol. 2 : J - Z, Nantes, Joseph K, coll. « Temps noir », 2007, 1086 p. (ISBN 978-2-910-68645-1, OCLC 315873361), p. 447.